# Festival de cortometrajes Cortogenia
Cortogenia es un festival nacional y anual de cortometrajes que tiene lugar en la ciudad de Madrid (España). 

## Características
Este es un festival activo durante todo el año, de tal modo que cada mes (aunque no todos los meses) tiene lugar en el Cine Capitol una gala en la que se presentan cuatro cortometrajes a concurso y uno internacional invitado, fuera de concurso. De todos los cortometrajes inscritos al concurso en cada trimestre, un comité formado por profesionales del medio y miembros del equipo organizador del certamen selecciona aquellos cortometrajes que pasarán a participar en el concurso y que por tanto serán proyectados públicamente en una de las galas mensuales de Cortogenia. 
Al finalizar el año, en el mes de diciembre, se lleva a cabo la gala final de Cortogenia, en la que se reparten los diferentes premios y se proyectan los cortometrajes premiados. Se otorgan premios a las categorías de dirección, guion, dirección de fotografía, dirección de producción, montaje, música original, sonido, dirección artística y mejor interpretación masculina y femenina; además del Primer Premio Cortogenia, Premio del Público, Mención Especial del Jurado y Mayor Proyección Internacional.

### Galas mensuales
La entrada a las galas mensuales de Cortogenia es libre y gratuita, si bien es cierto que cuando se está cerca de completar el aforo del Capitol puede ocurrir que se solicite al asistente una invitación. Las invitaciones son gratuitas y se pueden obtener directamente en la página web del festival. 
Todos los asistentes obtienen a la entrada una papeleta en la que podrán valorar del 1 al 5 los cuatro cortos a concurso presentados en la gala, con el fin de otorgar a final de año sobre la base de estos votos el premio del público. 
El presentador habitual de Cortogenia es Nacho Rubio, que con sus chistes y bromas ameniza la presentación de los cortometrajes antes de ser proyectados. Desde hace un par de años[¿cuándo?] suele animar a que algún miembro del público suba a presentar la gala junto a él.  
Tras las galas se organiza una fiesta en el Larios Café a la que pueden asistir todas las personas que lo deseen y en la que es habitual encontrarse con los actores y directores que esa noche han presentado sus cortos.

## Requisitos para inscribir un cortometraje
- Tener los derechos sobre la obra presentada.
- Que el cortometraje haya sido realizado con posterioridad a enero del año anterior (se valora positivamente que no haya sido estrenado con anterioridad en España, y especialmente en Madrid).
- Duración inferior a 60 minutos.
- Los cortometrajes que se seleccionen deben presentarse única y exclusivamente en formato 35 mm.[3]

## Premios concurso 2011
| Categoría                      | Premio (€)                | Otros |
| ------------------------------ | ------------------------- | --- |
| PRIMER PREMIO CORTOGENIA       | 3000                      | Trofeo |
| PREMIO DEL PÚBLICO CORTOGENIA  | 2000                      | Trofeo |
| LA MEJOR DIRECCIÓN             |                           | Trofeo |
| MEJOR GUION                    |                           | Trofeo |
| MEJOR FOTOGRAFÍA               | 2500 en película negativa | Trofeo |
| MEJOR DIRECCIÓN DE PRODUCCIÓN  | 3000 de descuento en EPC  | Trofeo |
| MEJOR INTERPRETACIÓN MASCULINA |                           | Trofeo |
| MEJOR INTERPRETACIÓN FEMENINA  |                           | Trofeo |
| MEJOR MÚSICA ORIGINAL          |                           | Trofeo |
| MEJOR MONTAJE                  |                           | Trofeo |
| MEJOR DIRECCIÓN ARTÍSTICA      |                           | Trofeo |
| MEJOR SONIDO                   |                           | Trofeo |
| MEJOR VESTUARIO                |                           | Trofeo |
| MAYOR PROYECCIÓN INTERNACIONAL |                           | Inscripción en 50 Festivales Internaciones avalados por la Academia de Hollywood para optar a los OSCARS. |

## Cortogenia 2009
Comité de selección
- Natalia Montoya (directora de producción de Documenta Madrid y Animadrid)
- Sonia Fernández (directora de producción de Almería en corto y Animacor)
- Luis Collar (Director de Great Ways)

Miembros del jurado
- Jesús Liedo
- Antonio Naharro
- Santiago Racaj
- Miguel Ángel Rebollo
- Daniel Sánchez Arévalo
- Millán Luis Vazquez-Ortiz (jurado premio Freak)

Cortometrajes a concurso:
| TÍTULO                   | DIRECTOR                                | AÑO  | DURACIÓN (minutos) |
| ------------------------ | --------------------------------------- | ---- | ------------------ |
| DIME QUE YO              | Mateo Gil                               | 2008 | 15                 |
| DOPPELGÄNGER             | Óscar de Julián                         | 2009 | 20                 |
| LALA                     | Esteban Crespo                          | 2009 | 19                 |
| MAÑANA                   | Alegría Collantes y Estíbaliz Burgaleta | 2009 | 10                 |
| ON THE LINE              | Jon Garaño                              | 2008 | 12                 |
| LA PARADA                | Alejandro Andrade Pease                 | 2009 | 14                 |
| PICHIS                   | Marta Aledo                             | 2009 | 14                 |
| PIM, PAM, PUM            | Asier Urbieta y Andoni de Carlos        | 2008 | 3                  |
| PULSIONES                | José Manuel Carrasco                    | 2009 | 12                 |
| RECUERDOS A WIFLY        | Albert Oliver Serna                     | 2009 | 14                 |
| LA RUBIA DE PINOS PUENTE | Vicente Villanueva                      | 2009 | 18                 |
| EL SOBRINO               | Nacho Blasco                            | 2009 | 17'30              |
| LA TAMA                  | Martín Costa                            | 2009 | 19                 |
| TERAPIA                  | Nuria Verde                             | 2008 | 15                 |
| TU(A)MOR                 | Fernando Franco                         | 2009 | 14                 |
| VOLUNTARIO               | Javier San Román                        | 2008 | 15                 |
| X NADA                   | Dani de la Torre y Toni Veiga           | 2009 | 14                 |
| YA NO VOY A HABLAR MÁS   | Ugo Sanz Rodero                         | 2008 | 3                  |
| YO SOLO MIRO             | Gorka Cornejo                           | 2008 | 18                 |
| ZOMBIES AND CIGARETTES   | Rafael Martínez e Iñaki San Román       | 2009 | 17                 |

Cortometrajes invitados:
| TÍTULO                        | DIRECTOR                  | NACIONALIDAD | AÑO  | DURACIÓN (minutos) |
| ----------------------------- | ------------------------- | ------------ | ---- | ------------------ |
| FATHER AND DAUGHTER           | Michael Dudok de Wit      | Holanda      | 2000 | 8'30               |
| LOVE YOU MORE                 | Sam Taylor-Wood           | Reino Unido  | 2008 | 15                 |
| SMÁFUGLAR                     | Rúnar Rúnarsson           | Islandia     | 2008 | 15                 |
| SPIELZEUGLAND (JUGUETELANDIA) | Jochen Alexander Freydank | Alemania     | 2008 | 14                 |
| TONY ZOREIL                   | Valentin Potier           | Francia      | 2007 | 19                 |

Palmarés 2009:
| PREMIO                                          | TITULO DEL CORTOMETRAJE PREMIADO | DIRECTOR           | MIEMBRO DEL EQUIPO PREMIADO                             |
| ----------------------------------------------- | -------------------------------- | ------------------ | ------------------------------------------------------- |
| Primer Premio Cortogenia                        | ON THE LINE                      | Jon Garaño         |                                                         |
| Premio del Público Cortogenia                   | LA RUBIA DE PINOS PUENTE         | Vicente Villanueva |                                                         |
| Mejor Dirección                                 | LALA                             | Esteban Crespo     | Dirección: Esteban Crespo                               |
| Mejor Guion                                     | LALA                             | Esteban Crespo     | Guion: Esteban Crespo y Gustavo Prieto                  |
| Mejor Fotografía                                | DIME QUE YO                      | Mateo Gil          | Dirección de fotografía: Josu Intxaustegui              |
| Mejor Dirección de Producción                   | ON THE LINE                      | Jon Garaño         | Dirección de producción: Asier Acha y Jose Mari Goenaga |
| Mejor Interpretación Masculina                  | LA RUBIA DE PINOS PUENTE         | Vicente Villanueva | Intérprete masculino: Font García                       |
| Mejor Interpretación Femenina                   | LA RUBIA DE PINOS PUENTE         | Vicente Villanueva | Intérprete femenina: Carmen Ruiz                        |
| Mención Especial del Jurado                     | LA TAMA                          | Martín Costa       |                                                         |
| Mejor Música Original                           | ON THE LINE                      | Jon Garaño         | Música: Pascal Gaigne                                   |
| Mejor Montaje                                   | LALA                             | Esteban Crespo     | Montaje: Vanessa L. Marimbert                           |
| Mejor Dirección Artística                       | ON THE LINE                      | Jon Garaño         | Dirección de arte: Menó Martín                          |
| Mejor Sonido                                    | TU (A)MOR                        | Fernando Franco    | Sonido: Nacho Arenas                                    |
| Cortometraja con Mayor Proyección Internacional | EL SOBRINO                       | Nacho Blasco       |                                                         |
| Premio Filmotech                                | LA PATRULLA PERDIDA              | Guillermo Rojas    |                                                         |

## Cortogenia 2008
Comité de selección:
- Natalia Montoya (directora de producción de Documenta Madrid y Animadrid)
- Sonia Fernández (directora de producción de Almería en corto y Animacor)
- Luis Collar (Director de Great Ways)

Miembros del jurado:
- Gonzalo de Pedro
- Arturo Ruiz
- Nicolás Pinzón
- Damián París
- Natalia Mateo
- Millán Luis Vazquez-Ortiz (jurado premio Freak)

Cortometrajes a concurso:
| TÍTULO                                | DIRECTOR                         | AÑO  | DURACIÓN (minutos) |
| ------------------------------------- | -------------------------------- | ---- | ------------------ |
| 9248 (W.A.I.T.)                       | Vicente Navarro                  | 2007 | 11                 |
| ACCIÓN REACCIÓN                       | David Ilundain                   | 2008 | 17                 |
| ALUMBRAMIENTO                         | Eduardo Chapero-Jackson          | 2008 | 15                 |
| CÓMO CONOCÍ A TU PADRE                | Alex Montoya                     | 2008 | 9                  |
| EL ENCARGADO                          | Sergio Barrejón                  | 2008 | 8                  |
| EL PALACIO DE LA LUNA                 | Ione Hernández                   | 2008 | 13                 |
| EL ÚLTIMO GOLPE                       | Juan Casavestany y David Serrano | 2008 | 10                 |
| EPÍLOGO                               | Zoe Berriatúa                    | 2008 | 7                  |
| FINAL                                 | Hugo Martín                      | 2008 | 13                 |
| HABLEMOS                              | Pablo Budeisky                   | 2007 | 8                  |
| HETEROSEXUALES Y CASADOS              | Vicente Villanueva               | 2008 | 19                 |
| LA AVENTURA DE ROSA                   | Ángela Armero                    | 2007 | 13                 |
| LA ESPERA                             | Carlos Agulló                    | 2008 | 7'30               |
| LAS MOFAS MÁGICAS                     | Daniel Rebner                    | 2008 | 15                 |
| MACHU PICCHU                          | Hatem Khraiche Ruiz-Zorrilla     | 2008 | 20                 |
| MIENTE                                | Isabel de Ocampo                 | 2008 | 15                 |
| MOFETAS                               | Inés Enciso                      | 2008 | 14                 |
| NIÑOS QUE NUNCA EXISTIERON            | David Valero                     | 2008 | 20                 |
| NO SE PREOCUPE                        | Eva Ungría                       | 2007 | 10                 |
| POLILLAS                              | Pedro Touceda                    | 2008 | 14                 |
| PORQUE HAY COSAS QUE NUNCA SE OLVIDAN | Lucas Figueroa                   | 2008 | 13                 |
| ÚLTIMA PARADA: TÁNGER                 | Enrique Bocanegra                | 2008 | 15                 |
| VIAJE AL PARAÍSO                      | Juanan Martínez                  | 2008 | 20                 |
| Y TODO VA BIEN                        | Guillermo Zapata                 | 2008 | 15                 |

Cortometrajes invitados:
| TÍTULO                                        | DIRECTOR                     | NACIONALIDAD | AÑO  | DURACIÓN (minutos) |
| --------------------------------------------- | ---------------------------- | ------------ | ---- | ------------------ |
| DER BESTE (EL MEJOR)                          | Arne Jysch y Rasmus Borowski | Alemania     | 2004 | 15                 |
| IL BEIGE À MARRAKECH (NIEVA EN MARRAKECH)     | Hicham Alhayat               | Suiza        | 2006 | 14                 |
| RACHEL                                        | Frédéric Mermoud             | Francia      | 2006 | 15                 |
| AYELET BODEGA (LA SUSTITUTA)                  | Talya Lavie                  | Israel       | 2005 | 19                 |
| LAMPA CU CACIULA (LA TELEVISIÓN CON SOMBRERO) | Radu Jude                    | Rumania      | 2006 | 23                 |
| WASP (AVISPA)                                 | Andrea Arnold                | Reino Unido  | 2003 | 26                 |

Palmarés 2008:
| PREMIO                                                     | TITULO DEL CORTOMETRAJE PREMIADO      | DIRECTOR                | MIEMBRO DEL EQUIPO PREMIADO                  |
| ---------------------------------------------------------- | ------------------------------------- | ----------------------- | -------------------------------------------- |
| Primer Premio Cortogenia                                   | ALUMBRAMIENTO                         | Eduardo Chapero-Jackson |                                              |
| Premio del Público Cortogenia                              | CÓMO CONOCÍ A TU PADRE                | Alex Montoya            |                                              |
| Mejor Dirección                                            | NIÑOS QUE NUNCA EXISTIERON            | David Valero            | Dirección: David Valero                      |
| Mejor Guion                                                | HETEROSEXUALES Y CASADOS              | Vicente Villanueva      | Guion: Vicente Villanueva                    |
| Mejor Fotografía                                           | NIÑOS QUE NUNCA EXISTIERON            | David Valero            | Dirección de fotografía: Enrique Vasalo      |
| Mejor Dirección de Producción                              | MIENTE                                | Isabel de Ocampo        | Dirección de producción: Lola Alonso         |
| Mejor Interpretación Masculina                             | HETEROSEXUALES Y CASADOS              | Vicente Villanueva      | Intérprete masculino: [[Alejandro Casaseca]] |
| Mejor Interpretación Femenina                              | HETEROSEXUALES Y CASADOS              | Vicente Villanueva      | Intérprete femenina: Guadalupe Lancho        |
| Mención Especial del Jurado Mejor Interpretación Masculina | CÓMO CONOCÍ A TU PADRE                | Alex Montoya            | Intérprete masculino: Iñaki Ardanaz          |
| Mención Especial del Jurado Mejor Interpretación Femenina  | CÓMO CONOCÍ A TU PADRE                | Alex Montoya            | Intérprete femenina: Irene Anula             |
| Mejor Música Original                                      | EL PALACIO DE LA LUNA                 | Ione Hernández          | Música: Javier Casado                        |
| Mejor Montaje                                              | MIENTE                                | Isabel de Ocampo        | Montaje: Carlos Theron                       |
| Mejor Dirección Artística                                  | NIÑOS QUE NUNCA EXISTIERON            | David Valero            | Dirección de arte: Vanesa Sánchez            |
| Mejor Sonido                                               | PORQUE HAY COSAS QUE NUNCA SE OLVIDAN | Lucas Figueroa          | Sonido: Manuel Rojas y Rodrigo García        |
| Cortometraja con Mayor Proyección Internacional            | MIENTE                                | Isabel de Ocampo        |                                              |